# Euterpinae
Euterpinae, podtribus palmi, dio tribusa Areceae, potporodica Arecoideae. Po nekim drugim autorima čine tribus Euterpeae, dio potporodice Arecoideae. U oba slučaja sastoji se od istih pet rodova. Vrste ovih rodova rasprostranjene su pol tropskoj Srednjoj i Južnoj Americi i Antilima.
Podtribus Euterpinae opisan je u Principes 30: 9. 1986., a tribus Euterpeae u Kew Bulletin 60(4): 562. 2005.

## Rodovi
1. Oenocarpus Mart. (9 spp.); enokarpus
2. Neonicholsonia Dammer (1 sp.)
3. Prestoea Hook.f. (10 spp.)
4. Euterpe Gaertn. (7 spp.); euterpe
5. Hyospathe Mart. (6 spp.)